# Hasloch
Hasloch – miejscowość i gmina w Niemczech, w kraju związkowym Bawaria, w rejencji Dolna Frankonia, w regionie Würzburg, w powiecie Main-Spessart, wchodzi w skład wspólnoty administracyjnej Kreuzwertheim. Leży w Spessart, około 28 km na południowy zachód od Karlstadt, nad Menem, przy linii kolejowej Crailsheim - Aschaffenburg.

## Dzielnice
W skład gminy wchodzą dwie dzielnice: 
- Hasloch
- Hasselberg

## Demografia
| Rok  | Liczba mieszk. |
| ---- | -------------- |
| 1970 | 1502           |
| 1987 | 1449           |
| 2000 | 1428           |
| 2005 | 1418           |

## Zabytki i atrakcje
- kuźnia z 1779
- zbór ewangelicki

## Oświata
(na 1999)

W gminie znajduje się 75 miejsc przedszkolnych (z 56 dziećmi).